# Нунапитчук (Аляска)
Нунапитчук (англ. Nunapitchuk, центр. юпик Nunapicuar) — город в зоне переписи населения Бетел, штат Аляска, США. Население по данным переписи 2010 года составляет 496 человек.

## География
Нунапитчук расположен в дельте, образованной реками Юкон и Кускокуим, в болотистой тундре. Он не связан дорогами с другими населёнными пунктами. Связь с внешним миром осуществляется только малой авиацией, лодками и судами на воздушной подушке. Дома города соединены между собой дощатыми тропами.
Площадь города составляет 22,1 км², из них 20,3 км² — суша и 1,8 км² — открытые водные пространства.

## История
Город был инкорпорирован 26 августа 1969 года.

## Население
По данным переписи 2000 года, население города составляло 466 человек. Расовый состав: коренные американцы — 95,49 %; белые — 3,43 %; азиаты — 0,43 %; представители других рас — 0,21 % и представители двух и более рас — 0,43 %.
Из 105 домашних хозяйств в 67,6 % — воспитывали детей в возрасте до 18 лет, 67,6 % представляли собой совместно проживающие супружеские пары, в 11,4 % семей женщины проживали без мужей, 12,4 % не имели семьи. 10,5 % от общего числа домохозяйств на момент переписи жили самостоятельно, при этом 1,9 % составили одинокие пожилые люди в возрасте 65 лет и старше. В среднем домашнее хозяйство ведут 4,44 человек, а средний размер семьи — 4,88 человек.
Доля лиц в возрасте младше 18 лет — 41,8 %; лиц в возрасте от 18 до 24 лет — 10,3 %; от 25 до 44 лет — 27,7 %; от 45 до 64 лет — 15,7 % и лиц старше 65 лет — 4,5 %. Средний возраст населения — 23 года. На каждые 100 женщин приходится 109,9 мужчин; на каждые 100 женщин в возрасте старше 18 лет — 115,1 мужчин.
Средний доход на совместное хозяйство — $29 286; средний доход на семью — $30 313. Средний доход на душу населения — $8364. Около 14,6 % семей и 20,7 % населения живут за чертой бедности, включая 29,9 % лиц в возрасте младше 18 лет и 0 % лиц старше 65 лет.
Динамика численности населения города по годам:
| 1940 | 1950 | 1960 | 1990 | 2000 | 2010 |
| ---- | ---- | ---- | ---- | ---- | ---- |
| 121  | 125  | 327  | 378  | 466  | 496  |